# San Diego Stingrays
San Diego Stingrays was een Amerikaanse basketbalclub van 1999 tot 2000 in de International Basketball League.

## Geschiedenis
Stingrays werden samen met de competitie opgericht in 1999. In juni 1999 werd David Gaines aangesteld als hoofcoach en Jeff Malone werd assistent-coach. In november 1999 tekende Master P bij de Stingrays nadat hij geen plaats wist te krijgen bij de Toronto Raptors. Andere spelers waren Maurice Carter, Rico Harris en Ealious Bell. Na een slechte start van de club verving Jeff Malone Gaines als hoofdcoach. De club eindigde laatste in de competitie en stopte met bestaan na hun eerste seizoen.

## Resultaten
| Seizoen | Winst | Verlies | Play-offs | Coach                    |
| ------- | ----- | ------- | --------- | ------------------------ |
| 1999/00 | 19    | 45      | –         | David Gaines Jeff Malone |